# Costruzionismo (sociologia)
Il costruzionismo sociale, o costruzione sociale della realtà, è una teoria della conoscenza che esamina lo sviluppo di comprensioni del mondo che costituiscono la base per assunti condivisi sulla realtà. 
La teoria si basa sulle nozioni secondo cui gli esseri umani razionalizzano la loro esperienza con narrazioni che creano modelli della realtà sociale, e poi materializzano condividendo questi modelli attraverso il linguaggio. Il costruzionismo sociale può essere visto come una fonte del postmodernismo ed è stato influente anche nel campo degli Studi culturali. 
Esempi di costrutti sociali o realtà immaginate sono i soldi, le nazioni, eccetera.